# 大内輝弘
大内 輝弘（おおうち てるひろ）は、戦国時代の武将。大内氏第14代当主・大内政弘の次男・大内高弘の子。子に大内武弘（たけひろ）。大内義隆の従兄弟であり、通称は太郎左衛門尉。系図によると、はじめ隆弘（たかひろ）、氷上太郎と名乗っていたという。大内氏の第18代の当主とする場合もあるが、輝弘に実権は無かったとみられる。

## 生涯

### 大友氏の食客として
大内氏の一族だが、父の高弘が謀反を起こして大友氏の下へ亡命していたため、豊後国で生まれた。大友氏のもとで寄食していたが、貧しい暮らしをし、幼いころは知るものも少なかった。
天文23年（1554年）2月から永禄8年（1565年）5月の間、大友義鎮の推挙と資金援助により将軍・足利義輝から偏諱を賜い、輝弘と名乗る。

### 大内輝弘の乱
永禄12年（1569年）、大友宗麟が毛利元就と北九州地域の覇権を巡って争った際、大友軍は毛利軍の攻勢の前に一時は壊滅の危機に立たされていた。宗麟の参謀である吉岡長増の進言により、宗麟は客将となっていた輝弘に兵を与え、同年10月11日に若林鎮興らの大友水軍を付けて密かに海上から周防国秋穂に上陸させた。輝弘の率いる兵力は少なかったが水上戦では市川経好の軍を撃破した。
将軍にも認められた大内氏の一族だというので輝弘が周防国に入ると毛利氏の支配に抵抗する大内氏の遺臣がこれに呼応し、周防国の毛利軍はその大半を北九州の戦線に投入していたため、苦戦を強いられた。
輝弘の軍が山口の龍福寺と築山館を本営として毛利勢の籠もる高嶺城攻略を開始。高嶺城主の市川経好は九州へ出陣中であったため、内藤就藤や山県元重や粟屋元種、国清寺の住持・竺雲恵心らがわずかな城兵でその留守を守っていたが、在郷の士である有馬世澄、津守輔直、寺戸対馬守らが乗福寺の代僧と共に急遽登城して籠城に加わり、経好の妻・市川局も鎧を身にまとって城兵を鼓舞したため、この日は高嶺城は落ちなかった。輝弘は翌日も高嶺城への攻撃を再開したが、高嶺城の出城も落とすこともできず戦線は膠着した。なお、この山口侵攻によって大内氏縁故の寺院の多くが焼け、宝物が失われている。
輝弘の攻撃を知った毛利元就は北九州攻略を諦め、即座に軍を返して吉川元春と小早川隆景率いる精鋭を周防国に向かわせた。輝弘はその報を受けると山口を放棄して海路での脱出経路を探るべく海沿いへ脱出するが追撃厳しく、10月25日に子の武弘らと共に周防国佐波郡富海の茶臼山で自害した。
輝弘の山口侵入によって毛利軍は本州に撤退せざるを得なくなり、大友氏は筑前国など北九州の毛利方の諸城の奪回に成功した。